# 大野原町

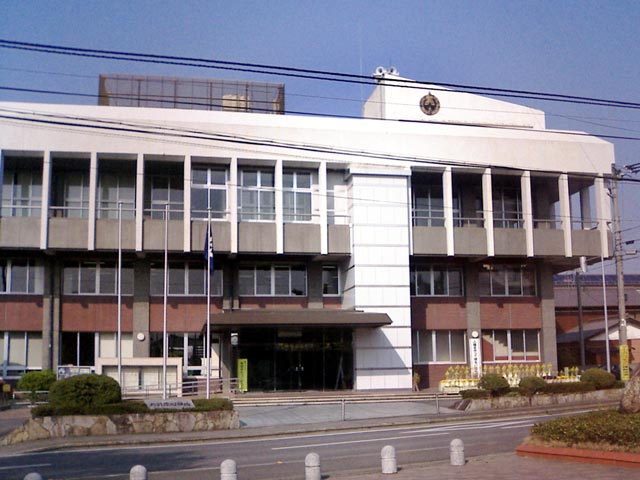
大野原町役場

大野原町（おおのはらちょう）は、かつて香川県に存在した町。三豊郡に属していた。旧豊田郡。2005年10月11日に旧・観音寺市、豊浜町との対等合併により観音寺市となり消滅した。

## 地理
香川県の西南部に位置し、讃岐山脈を隔てて愛媛県、徳島県と接している。
柞田川の扇状地と三角州地帯であり、南東から北西にかけて緩やかに傾斜している。
- 飛地：観音寺市木之郷町の柞田川付近。

## 歴史

### 沿革
- 1955年2月11日
  - 三豊郡大野原村、五郷村、萩原村が合併し大野原町が誕生。
- 1955年4月10日
  - 紀伊村の大部分を編入。
- 1970年5月14日
  - 町章を制定する[1]。
- 2005年10月11日
  - 観音寺市、豊浜町と対等合併して観音寺市となり消滅。旧町域は同市大野原町となる。

## 行政
- 町長
  - 平野清（ひらの・きよし）

## 経済
農業が盛んである。特にレタスは多く生産されている。2003年の統計によると香川県（国内3位の作付面積、4位の収穫量）において、その面積・収穫量の約4割は大野原町である。また、「らりるれレタス」として、関西などの消費地へ出荷されている。その関係で大野原町を管轄する香川豊南農業協同組合は県単一農協を目指した香川県農業協同組合への合流を唯一拒絶し、独立を守っていたが、市町村合併後の2013年に農協も合併した。

## 教育

### 学校教育

#### 小学校
- 大野原町立大野原小学校
- 大野原町立萩原小学校
- 大野原町立紀伊小学校
- 大野原町立五郷小学校

#### 中学校
- 大野原町立大野原中学校

#### 高等学校
- 香川県立三豊工業高等学校

### 社会教育

#### 図書館
- 大野原町勤労青少年ホーム

#### 体育施設
- スポーツセンター
- 大野原会館

## 交通

### 鉄道路線
町域を四国旅客鉄道（JR四国）予讃線が通過するが駅はない。最寄り駅は豊浜駅および観音寺駅。

### 路線バス
かつては 国鉄バス琴平参宮電鉄が観音寺駅や豊浜駅から運行していたが1990年代までに順次廃止され、合併後観音寺市ふれあいバスが運行されるまでの数年間町内の一般公共交通がタクシーとロープウェイだけだった。

### ロープウェイ
- 四国ケーブル
  - 雲辺寺ロープウェイ

### 道路

#### 高速道路
- 高松自動車道
  - 大野原IC

#### 一般国道
- 国道11号
- 国道377号

#### 県道

##### 主要地方道
- 香川県道8号観音寺佐野線
- 香川県道9号大野原川之江線
- 香川県道21号丸亀詫間豊浜線
- 香川県道24号善通寺大野原線

##### 一般県道
- 香川県道241号丸井萩原豊浜線
- 香川県道242号福田原観音寺線

## 名所・旧跡・観光スポット・祭事・催事

### 名所・旧跡
- 豊稔池石積式アーチダム

（特記）
- 徳島県三好市池田町の四国八十八箇所霊場第66番札所雲辺寺への参拝に雲辺寺ロープウェイが使われ、観光スポットとなっている。
- 大野原八幡神社
- 萩原寺

### 祭事・催事
- 大野原八幡神社秋季例大祭（ちょうさ祭）
- 萩まつり
- もみじ祭り（法泉寺）

### レジャー
- スノーパーク雲辺寺 県内唯一のゲレンデ

## 著名な出身者
- 高橋卓巳（陸上選手）
- 三津谷祐（陸上選手）